# Lusons
|  | No s'ha de confondre amb Lusitans. |

Els lusons (en llatí Lusones, en grec antic Λούσωνες) formaven la més petita de les tribus en les que eren dividits els celtibers. Vivien a les terres on neix el Tajo, al sud-oest de Numància i són esmentats per Estrabó i Appià.